# Scottish Cup 1949-1950
La Scottish Cup 1949-1950 è stata la 65ª edizione del torneo. I Rangers ha vinto il trofeo per la tredicesima volta nella loro storia.

## Formula
In ogni turno si giocavano gare di sola andata; in caso di parità si disputava un replay a campi inveriti; in caso di ulteriore parità si procedeva con i supplementari e i rigori.

## Partite

### Primo turno
Gare disputate il 28 gennaio 1950.
| Squadra 1      | Risultato | Squadra 2           |
| -------------- | --------- | ------------------- |
| Alloa Athletic | 0 – 1     | Albion Rovers       |
| Brechin City   | 0 – 3     | Celtic              |
| Clachnacuddin  | 2 – 3     | Stenhousemuir       |
| Clyde          | 4 – 3     | Newton Stewart      |
| Cowdenbeath    | 1 – 0     | Hamilton Academical |
| Dumbarton      | 1 – 0     | Queen's Park        |
| Dundee Utd     | 4 – 0     | Ayr Utd             |
| Dunfermline    | 5 – 3     | Forfar Athletic     |
| East Fife      | 4 – 0     | Fraserburgh         |
| Hearts         | 1 – 1     | Dundee              |
| Hibernian      | 0 – 1     | Partick Thistle     |
| Inverness      | 0 – 1     | Queen of the South  |
| Kilmarnock     | 1 – 1     | Stirling Albion     |
| Motherwell     | 2 – 4     | Rangers             |
| Raith Rovers   | 3 – 0     | Airdrieonians       |
| Ross County    | 0 – 3     | Greenock Morton     |
| St. Johnstone  | 7 – 3     | Leith Athletic      |
| St. Mirren     | 1 – 2     | Aberdeen            |
| Stranraer      | 1 – 3     | Falkirk             |
| Third Lanark   | 2 – 1     | Arbroath            |

#### Replay
Gare disputate il 1º febbraio 1950.
| Squadra 1       | Risultato | Squadra 2  |
| --------------- | --------- | ---------- |
| Dundee          | 1 – 2     | Hearts     |
| Stirling Albion | 3 – 1     | Kilmarnock |

### Secondo turno
Gare disputate l'11 febbraio 1950.
| Squadra 1          | Risultato | Squadra 2       |
| ------------------ | --------- | --------------- |
| Albion Rovers      | 1 – 2     | Dunfermline     |
| Third Lanark       | 1 – 1     | Celtic          |
| Partick Thistle    | 5 – 0     | Dundee Utd      |
| Aberdeen           | 3 – 1     | Hearts          |
| Falkirk            | 2 – 3     | East Fife       |
| Queen of the South | 1 – 1     | Greenock Morton |
| Raith Rovers       | 3 – 2     | Clyde           |
| Rangers            | 8 – 0     | Cowdenbeath     |
| Stenhousemuir      | 2 – 2     | St. Johnstone   |
| Stirling Albion    | 2 – 2     | Dumbarton       |

#### Primi replay
Gare disputate il 15 febbraio 1950.
| Squadra 1       | Risultato | Squadra 2          |
| --------------- | --------- | ------------------ |
| Celtic          | 4 – 1     | Third Lanark       |
| Dumbarton       | 1 – 1     | Stirling Albion    |
| Greenock Morton | 0 – 3     | Queen of the South |
| St. Johnstone   | 2 – 4     | Stenhousemuir      |

#### Secondi replay
Gare disputate il 22 febbraio 1950.
| Squadra 1       | Risultato | Squadra 2 |
| --------------- | --------- | --------- |
| Stirling Albion | 6 – 2     | Dumbarton |

### Ottavi di finale
Sei squadre ottennero l'accesso diretto ai quarti di finale. Gare disputate il 25 febbraio 1950.
| Squadra 1   | Risultato | Squadra 2     |
| ----------- | --------- | ------------- |
| Celtic      | 0 – 1     | Aberdeen      |
| Dunfermline | 1 – 4     | Stenhousemuir |

### Quarti di finale
Gare disputate il l'11 marzo 1950.
| Squadra 1          | Risultato | Squadra 2       |
| ------------------ | --------- | --------------- |
| Partick Thistle    | 5 – 1     | Stirling Albion |
| Queen of the South | 3 – 3     | Aberdeen        |
| Rangers            | 1 – 1     | Raith Rovers    |
| Stenhousemuir      | 0 – 3     | East Fife       |

#### Primi replay
Gare disputate il 15 marzo 1950.
| Squadra 1    | Risultato | Squadra 2          |
| ------------ | --------- | ------------------ |
| Aberdeen     | 1 – 2     | Queen of the South |
| Raith Rovers | 1 – 1     | Rangers            |

#### Secondi replay
Gara disputata il 27 marzo 1950.
| Squadra 1 | Risultato | Squadra 2    |
| --------- | --------- | ------------ |
| Rangers   | 2 – 0     | Raith Rovers |

### Semifinali
Gare disputate il 1º aprile 1950.
| Squadra 1 | Risultato | Squadra 2          |
| --------- | --------- | ------------------ |
| East Fife | 2 – 1     | Partick Thistle    |
| Rangers   | 1 – 1     | Queen of the South |

#### Replay
Gara disputata il 5 aprile 1950.
| Squadra 1 | Risultato | Squadra 2          |
| --------- | --------- | ------------------ |
| Rangers   | 3 – 0     | Queen of the South |

### Finale
Gara disputata il 22 aprile 1950.
| Squadra 1 | Risultato | Squadra 2 |
| --------- | --------- | --------- |
| Rangers   | 3 – 0     | East Fife |

| Arbitro: | Jack Mowat |

|                            |           |  |
| Findlay 1’ Thornton ?’, ?’ | Marcatori |  |